# Evelyn Marc

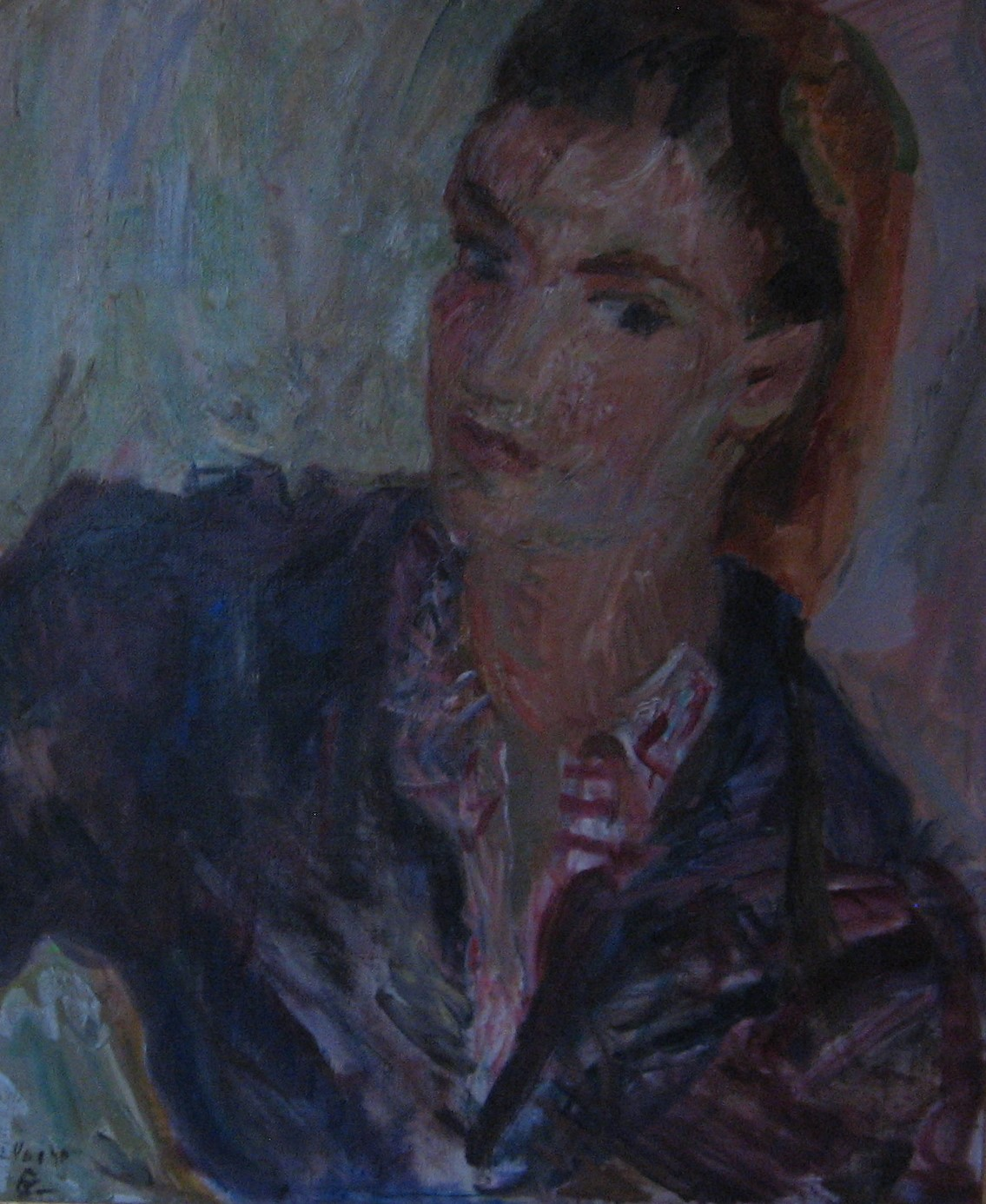
Porträt der Künstlerin Evelyn Marc.

Evelyn Marc (* 5. April 1915 in Angers, Département Maine-et-Loire; † 16. Juli 1992 in Paris) war eine französische Malerin.

## Leben
Marc stammte aus einer Künstlerfamilie. Ihr Vater war der österreichische Maler Willy Eisenschitz (1889–1974), ihre Mutter die Malerin Claire Bertrand (1890–19969). Der Fotograf David Eisenschitz (1890–1944) war ihr Bruder und mütterlicherseits war sie mit den Mathematikern Marcel Alexandre und Joseph Bertrand verwandt.
1935/36 verbrachte Marc in den USA und begeisterte sich dort vor allem für die Landschaftsmalerei. Zurück in Frankreich ließ sie sich bald schon in Paris nieder. Nach eigenem Bekunden durch den Einfluss von Wassily Kandinsky wechselte Marc bald zur abstrakten Kunst. Ihre ersten Ausstellungen bestritt sie zusammen mit ihren Eltern, doch bereits 1949 bot ihr der Salon des Réalités Nouvelles die Möglichkeit einer Solo-Ausstellung. 1953 konnte sie diesen Erfolg nochmals übertreffen.
Bei der Vorbereitung ihrer ersten eigenen Ausstellung machte Marc 1948 die Bekanntschaft des Journalisten und Philosophen Michel Koch (1913–2005) und heiratete ihn im darauffolgenden Jahr. 1957 kam Tochter Délie, die spätere Bildhauerin auf die Welt.
1954 gehörte Marc zu den Mitbegründern des Salon Comparaisons.
Mit 77 Jahren starb Evelyn Marc in Paris und fand dort auch ihre letzte Ruhestätte.